# (5160) Camoes
(5160) Camoes (1979 YO) — planetoida z pasa głównego asteroid okrążająca Słońce w ciągu 3,72 lat w średniej odległości 2,4 j.a. Odkryta 23 grudnia 1979 roku.